# Strassenfeger (Straßenzeitung)
Der Strassenfeger (Eigenschreibweise: strassenfeger bzw. strassenfegerMAG) ist eine Berliner Straßenzeitung. Sie erschien erstmals im Oktober 1995. Zwischen Juni 2018 und August 2020 wurde sie vorübergehend eingestellt, ist aber aktuell unter dem Namen strassenfegerMAG wieder erhältlich.
Sie war neben der motz und dem Streem eine von drei in Berlin erscheinenden Straßenzeitungen. Die Zeitung verstand sich als „soziales Projekt“, weil Obdachlose nicht auf „Süppchen & Söckchen“ angewiesen sind, sondern frei entscheiden können, wie sie das verdiente Geld nutzen. Die Zeitung war Mitglied des Internationalen Netzwerks der Straßenzeitungen (INSP).
Seit Frühjahr 2020 erscheint mit dem strassenfegerMAG der offizielle Nachfolger der Straßenzeitung und wird vom selben Verein (seit 2018: Strassenfeger e. V., ehemals: mob e. V.) entwickelt und vertrieben. Das Team setzt sich aus ehemaligen Mitarbeitern der Strassenfeger-Straßenzeitung und neuen Autoren und Künstlern zusammen. Das strassenfegerMAG ist offizielles Mitglied des Internationalen Netzwerks der Straßenzeitungen (INSP), behandelt thematisch weiterhin die prekäre Lebenssituation von obdach- und wohnungslosen Menschen mit Fokus auf Berlin-Brandenburg, öffnet sich aber auch neuen sozialen Themen. Aufgrund der COVID-19-Pandemie, von der alle Verkäufer von Straßenzeitungen weltweit betroffen waren, erschien das strassenfegerMAG erst unregelmäßig und erscheint nun alle zwei Monate.

## Geschichte
Der Strassenfeger erschien erstmals im Oktober 1995.

### Vorgeschichte
Vorläufer waren das mob-Magazin und die HAZ (Hunnis Allgemeine Zeitung), die beide zeitgleich und unabhängig voneinander im März 1994 erschienen. Das mob-Magazin war eine Gründung der Berliner Initiative Nichtseßhaftenhilfe e. V. (BIN). Der Verein mob – obdachlose machen mobil e. V. wurde am 1. August 1994 gegründet, um das mob-Magazin in Eigenregie fortzuführen. Gründungsmitglieder waren Verkäufer des mob-Magazins, Journalisten und sozial interessierte Bürger. Im Mai 1995 fusionierten das mob-Magazin und die HAZ zur motz. Auch der Name spiegelt diesen Fusionsgedanken wider: Mob + Ha(t)z = Motz. Da für die motz ein eigener Verein gegründet wurde, war der Verein mob – obdachlose machen mobil e. V. nun ohne Aufgabe. Eine weitere zwischenzeitlich gegründete Berliner Straßenzeitung war die Platte.

### Gründung und Entwicklung
Der Strassenfeger wurde im Oktober 1995 gegründet. Die Rechtsform war die einer GbR, Projekträumlichkeiten wurden in der Kopernikusstraße 2 angemietet. Da die GbR keine Spendenbescheinigungen ausstellen konnte, gab es erste Kontakte zwischen dem Strassenfeger und dem Verein mob e. V. bereits im Verlauf des Jahres 1996.
In der Anfangszeit bis zum Jahr 2000 war Karsten Krampitz Autor und verantwortlicher Redaktionsleiter beim Strassenfeger (der zeitweilig 1998 und 1999 Looser/Straßenfeger hieß und sich im Jahr 2000 kurzzeitig in Straßenzeitung oder kurz Straz umbenannte).
Krampitz' redaktionelle Philosophie bestand darin, Straßenzeitungen zu einem „linken Boulevardblatt“ zu entwickeln. Dazu gehören auf der einen Seite Artikel, die immer wieder auf die schwierigen und gesellschaftlich verursachten Lebensumstände wohnungsloser Menschen hinweisen, und zum anderen Interviews mit Prominenten (beispielsweise: Harald Juhnke, Harry Rowohlt, Inge Meysel), denen Fragen aus der Sicht armer Menschen gestellt wurden und die die Funktion hatten, eine massenwirksame Aufmerksamkeit für die Straßenzeitungen herzustellen. Eine ähnliche Funktion hatten die politischen Kampagnen, die Krampitz anregte oder unterstützte, wie den „Crashkurs Obdachlosigkeit“ oder im Jahr 1998 das „Betteldiplom“.
Bei der Erstellung von Ausgaben für den Strassenfeger arbeitete Krampitz eng mit dem Karikaturisten Andreas Prüstel sowie den Das Blättchen-Autoren Wolfgang Sabath, Peter Murakami und anderen zusammen.
Im Jahr 2000 besetzten Obdachlose und Verkäufer des Strassenfegers in einer symbolischen Aktion das Berliner Hotel Kempinski unter dem Motto „Es sind noch Betten frei!“ Sie protestierten damit gegen die Schließung vor Notübernachtungen zum Ende der Kältehilfe 1999/2000. Bereits im Jahr zuvor wurde das Berliner Hotel Adlon besetzt.
Die Kooperation mit dem Looser, einer Straßenzeitung, die im Odenwald ihren Sitz hatte und bundesweit agierte, war der Versuch, eine bundesweite Straßenzeitung aufzubauen. Zuerst wurden gemeinsame Ausgaben produziert (Looser/Strassenfeger), später erfolgte die Umbenennung in Die Straßenzeitung. Die dahinter stehende Idee war, dass eine bundesweite Zeitung ein gemeinsames Organ für eine Vielzahl unterschiedlicher regionaler Selbsthilfeprojekte sein und so eine stärkere politische Kraft entfalten könne, während fast alle anderen Straßenzeitungen in Deutschland nur regional orientiert waren. Zeitweise wurden Auflagenhöhen von monatlich 75.000 Exemplaren erreicht. Das Projekt scheiterte an logistischen Problemen und redaktionellen Schwierigkeiten, ländliche und weltstädtische Perspektiven miteinander zu integrieren. Akteur auf Seiten des Loosers war Hans Klunkelfuß, der bereits Ende der 1980er Jahre mit den Berberbriefen in Erscheinung trat.
Bei der im Jahr 2006 von Klaus Maria Brandauer im Admiralspalast inszenierten Aufführung der Dreigroschenoper mit Campino von den Toten Hosen als Macheath („Mackie Messer“) in einer der Hauptrollen war der Strassenfeger Medienpartner und die Strassenfeger-Ausgabe vom August 2006 bildete das Programmheft.
Im Jahr 2011 wurde der Strassenfeger durch eine vierstellige Spende vom Betreiber des Browserspiels Pennergame unterstützt. Der Strassenfeger verteidigte die Macher gegen die Kritik am Spiel. Von der Spende wurden Hoodies für die Verkaufenden angeschafft.

## Auflage, Preis und Straßenverkauf
Die Zeitung erscheint in einem Umfang von 32 Seiten alle drei Wochen mit einer verkauften Auflage von 8000–9000 Exemplaren. Bis zum Sommer 2015 erschien der Strassenfeger 14-täglich. Im Jahr 2013 wurde die verkaufte Auflage noch mit durchschnittlich 15.000 Exemplaren angegeben.
Vom Kaufpreis in Höhe von 1,50 Euro behält der Verkäufer 90 Cent, die übrigen 60 Cent verbleiben beim Herausgeber für die Produktion des Magazins. Die Zeitung bietet den Verkäufern Hilfe zur Selbsthilfe. Obdachlose und arme Menschen können so selbstbestimmt einen Verdienst erlangen. Die Verkäufer sind frei in der Entscheidung, wo, wann und wie sie den Strassenfeger verkaufen. Verkauft wird er vor Einkaufszentren, Supermärkten, Bahnhöfen, in U- und S-Bahnen und bei öffentlichen Veranstaltungen.
Die Zeitung wird in der Jebensstraße am Bahnhof Zoo und in der Koppenstraße am Ostbahnhof sowie am Sitz des Vereins im Treffpunkt Kaffee Bankrott in der Storkower Straße 139d in Prenzlauer Berg an die Verkäufer ausgegeben.
Als Ausgabestellen werden Ostbahnhof sowie am Bahnhof Zoo Wohnwagen verwendet. Im August 2014 brannte der Wohnwagen vollständig aus, der als Ausgabestelle des Strassenfeger am Ostbahnhof diente.  Eine Person wurde wegen Verdacht auf Rauchvergiftung in ein Krankenhaus eingeliefert.
Voraussetzung für den Verkauf der Zeitung ist lediglich die Unterschrift unter die Verkäuferselbstverpflichtung. Damit werden die vom Verein aufgestellten Regeln akzeptiert.
Die Selbstverpflichtung liegt in mehreren Sprachen vor, darunter auch in Polnisch und Rumänisch. Nach Angaben des Vereins sind rund 1700 Verkäufer beim Strassenfeger registriert, davon sind etwa 250 aktiv.

## Redaktion
Die Redaktionssitzungen sind öffentlich. Jede Ausgabe hat ein Titelthema, das von der ehrenamtlichen Redaktion festgelegt wird. In jeder Ausgabe gibt es zudem Seiten für soziale Brennpunktthemen und eine Ratgeberseite zu Hartz IV. Die Verkäufer des Magazins bekommen in jeder Ausgabe Platz, um über ihre Arbeit und ihre Probleme zu berichten. Sie können ihre Berichte auch mündlich übermitteln, die redaktionellen Mitarbeiter schreiben diese Berichte dann auf. Außerdem gibt es die feste Rubrik art strassenfeger, in der die Autoren über Künstler, Projekte, Ausstellungen etc. berichten.
Der Fotograf Peter Woelck arbeitete zeitweise für den Strassenfeger und war im Zeitraum von 2000 bis 2002 im Rahmen einer geförderten Maßnahme dort fester Fotograf.

## Sonderausgaben
In loser Folge produziert der Strassenfeger Sonderausgaben, davon regelmäßig zum Titelthema „Obdachlosigkeit“. Der Strassenfeger hat gemeinsam im Oktober 2012 mit der Nationalen Armutskonferenz den Schattenbericht der Nationalen Armutskonferenz („Die im Schatten sieht man nicht“) produziert. Es gab auch eine Sonderausgabe zum Thema „Mode“. Hierfür stellte eine Kleiderstube abgelegte Kleidung für ein Fotoshooting mit Obdachlosen zur Verfügung. Eine weitere Sonderausgabe war das Stadionheft zum Benefizevent „geBALLt gegen Armut“ im Jahr 2014, einem Fußballturnier zugunsten des sepia e. V., durchgeführt von der GEBEWO, dem Internationalen Bund und GANGWAY Straßensozialarbeit in der HOWOGE-Arena „Hans Zoschke“. Zum 20. Geburtstag des Trägervereins mob – obdachlose machen mobil e. V. erschien Ende September 2014 eine spezielle Ausgabe zum Verein.
Für den Strassenfeger produzierte die Werbeagentur Scholz & Friends den Comic „Superpenner“. Er erschien im Januar 2014.

## Herausgeberverein und weitere Projekte

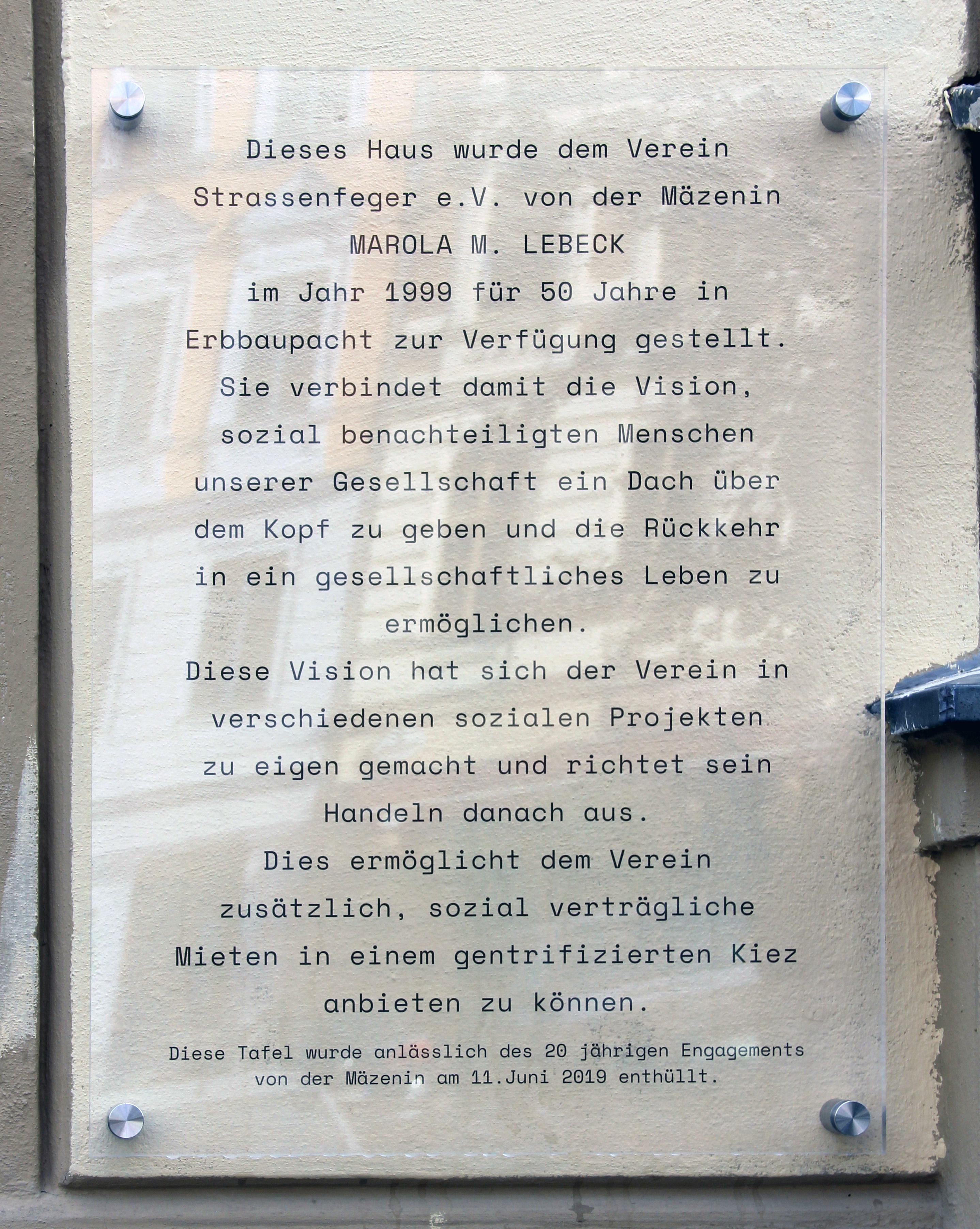
Gedenktafel am Haus, Oderberger Straße 12 im Ortsteil Prenzlauer Berg

Der Strassenfeger wird seit 1997 vom Verein mob – obdachlose machen mobil e. V. herausgegeben. Vorher war der Strassenfeger in der Rechtsform einer GbR betrieben worden. Der gemeinnützige Verein ist unter der Nummer VR 15386 B im Vereinsregister des Amtsgerichts Charlottenburg eingetragen und seit 1998 Mitglied im Paritätischen Wohlfahrtsverband, Landesverband Berlin.
Der Verein hat seinen Sitz seit 1. Februar 2014 in der Storkower Straße 139d. Dort betreibt er den sozialen Treffpunkt Kaffee Bankrott, das Sozialwarenkaufhaus Trödelpoint, die Sozialberatung zu Hartz IV und unterhält sein Vereinsbüro. Der Verein ist Mitglied im Pfefferwerk Verbund.
Kaffee Bankrott ist gleichzeitig auch der Name einer knapp einstündigen Musik- und Talkshow auf Alex Offener Kanal Berlin, die am 10. Mai 2013 gestartet wurde. Der Trailer macht deutlich, dass die Sendung in einem inhaltlichen Bezug zum strassenfeger steht.

### Notübernachtung
Der Betrieb einer Notübernachtung ist zum 31. Januar 2014 eingestellt worden, nachdem dem Verein die Räume gekündigt wurden. Ein neuer Standort konnte bislang nicht gefunden werden. Dennoch ruft der Verein weiterhin zu Spenden für Übernachtungsplätze für Wohnungslose auf. Am 20. Oktober 2015 wurde im Rupert-Neudeck-Haus in der Storkower Straße 139c in unmittelbarer Nähe der Vereinsräume, die Notübernachtung des Vereins mit 20 Plätzen neu eröffnet. Das Rupert-Neudeck-Haus ist ein Wohnheim für Flüchtlinge, das vom Europäischen Jugend- und Fürsorgewerk (EJF) betrieben wird. Seit 2017 bietet die Notübernachtung in der Storkower Straße bis zu 31 Schlafplätze für wohnungs- und obdachlose Menschen an.

### Wohnhaus
In der Oderberger Straße besitzt der Verein in einem Erbpachtverhältnis ein Wohnhaus (Vorderhaus und Quergebäude). Nach umfangreichen Instandsetzungs- und Modernisierungsarbeiten in den Jahren 1999–2003 sind dort 18 Wohneinheiten und zwei gemeinnützige Gewerbeeinheiten entstanden, die vom Verein vermietet werden. Die Bauarbeiten wurden durch das Programm „Wohnungspolitische Selbsthilfe“ finanziert und zum Teil in Eigenleistung durchgeführt.
Im Jahr 2014 erhielt der Verein eine Spende in Höhe vom 25.000 Euro vom Startenor Rolando Villazón, die dieser bei der ARD-Show Einer wird gewinnen erzielt hatte.

## Sonstiges
Der Strassenfeger wird erwähnt in dem Lied Schwarz zu blau von Peter Fox. Dort heißt es in einer Textzeile: „Gepiercte Mädels die wollen, dass ich Strassenfeger lese“. Auch in dem Lied Du bist scheisse von Sido wird der Straßenfeger abwertend erwähnt: „Wollt ihr anstatt mich zu nerven, nicht lieber was anderes machen? Wir wärs denn mit Straßenfeger. Da könnt ihr Müll reden, dann könnt ihr eure Wörter nehmen und sie gleich zum Müll legen!“